# Атакаменьо
Атакаменьо, атакама или ликан-антай — коренное население северной части Чили (в древности также Аргентины), проживавшее в Андах, в пустыне Атакама. Говорили на языке кунса (ликанантай, (у)липе), вымершем к середине XX века. Сейчас все говорят по-испански. Общая численность оценивается в 2 тысяч человек (W. Adelaar).
Древнейшее население Атакамы по образу жизни было охотниками-кочевниками, которые следовали за кочующими стадами верблюжьих животных. Позднее они освоили сельское хозяйство и перешли к полуоседлому образу жизни с сезонными перемещениями.
В период около 2000—1000 до н. э. атакаменьо полностью перешли на оседлый образ жизни. На этом этапе их экономика была основана на разведении лам и выращивании кукурузы.
В период между 400 до н. э. — 100 н. э. сельское хозяйство атакаменьо достигает пика развития, в основном в оазисах Ласана, Чиу-Чиу, Калама, Сан-Педро-де-Атакама, Пейне, Тиломонте и Токонао.
Предполагается, что атакаменьо создали город-государство Тастиль на территории современной Аргентины, однако в XV в., в момент расцвета, город был захвачен инками, а население переселено в другие районы.
В настоящее время атакаменьо живут в нескольких небольших деревнях на севере Чили.